# Аллерсберг
Аллерсберг (нім. Allersberg) — сільська громада в Німеччині, розташована в землі Баварія. Підпорядковується адміністративному округу Середня Франконія. Входить до складу району Рот.
Площа — 59,64 км2. Населення становить 8370 ос. (станом на 31 грудня 2020).